# Újpesti lakótelep
Az Újpesti lakótelep (Újpest-Városközpont) közel 17 ezer panellakásával Budapest és egyben Magyarország legnagyobb lakótelepe a főváros IV. kerületében. A lakónegyed és a belső kerületek közötti ingaforgalom túlnyomórészt az M3-as metróvonal Újpest-központ metróállomásán keresztül bonyolódik.

## Története

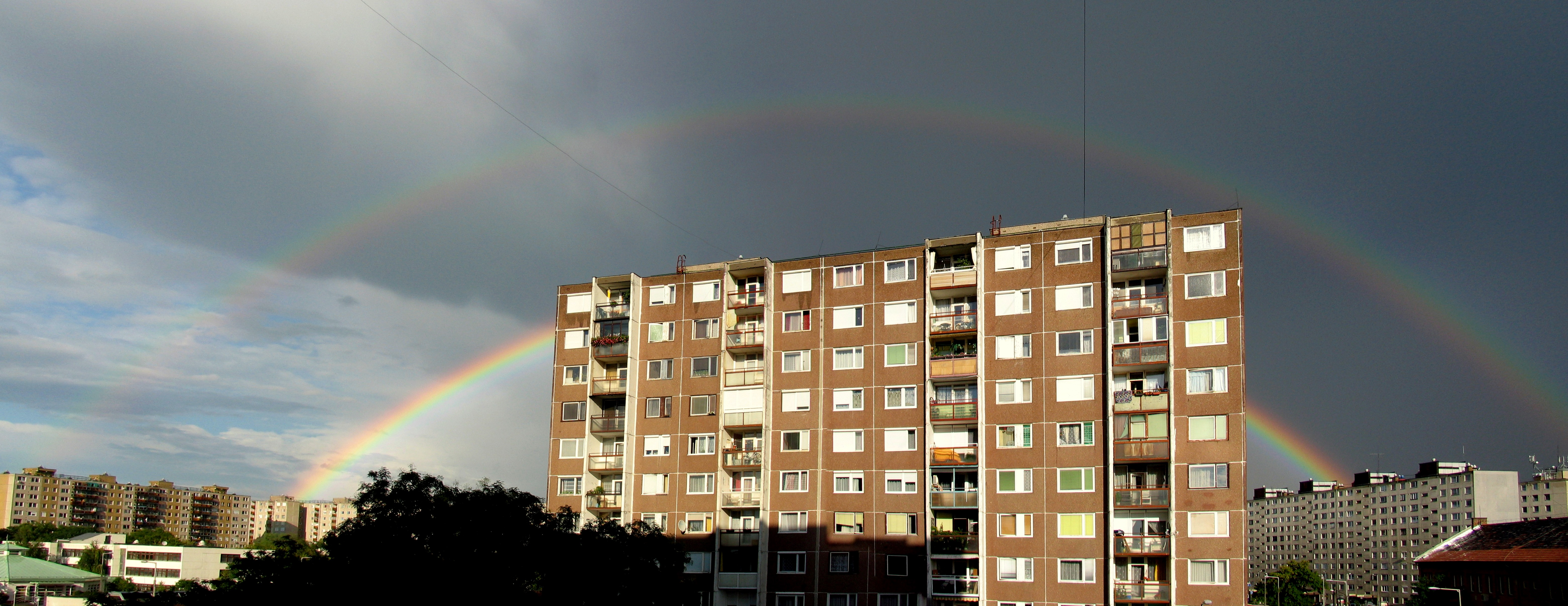
Szivárvány a lakótelep felett

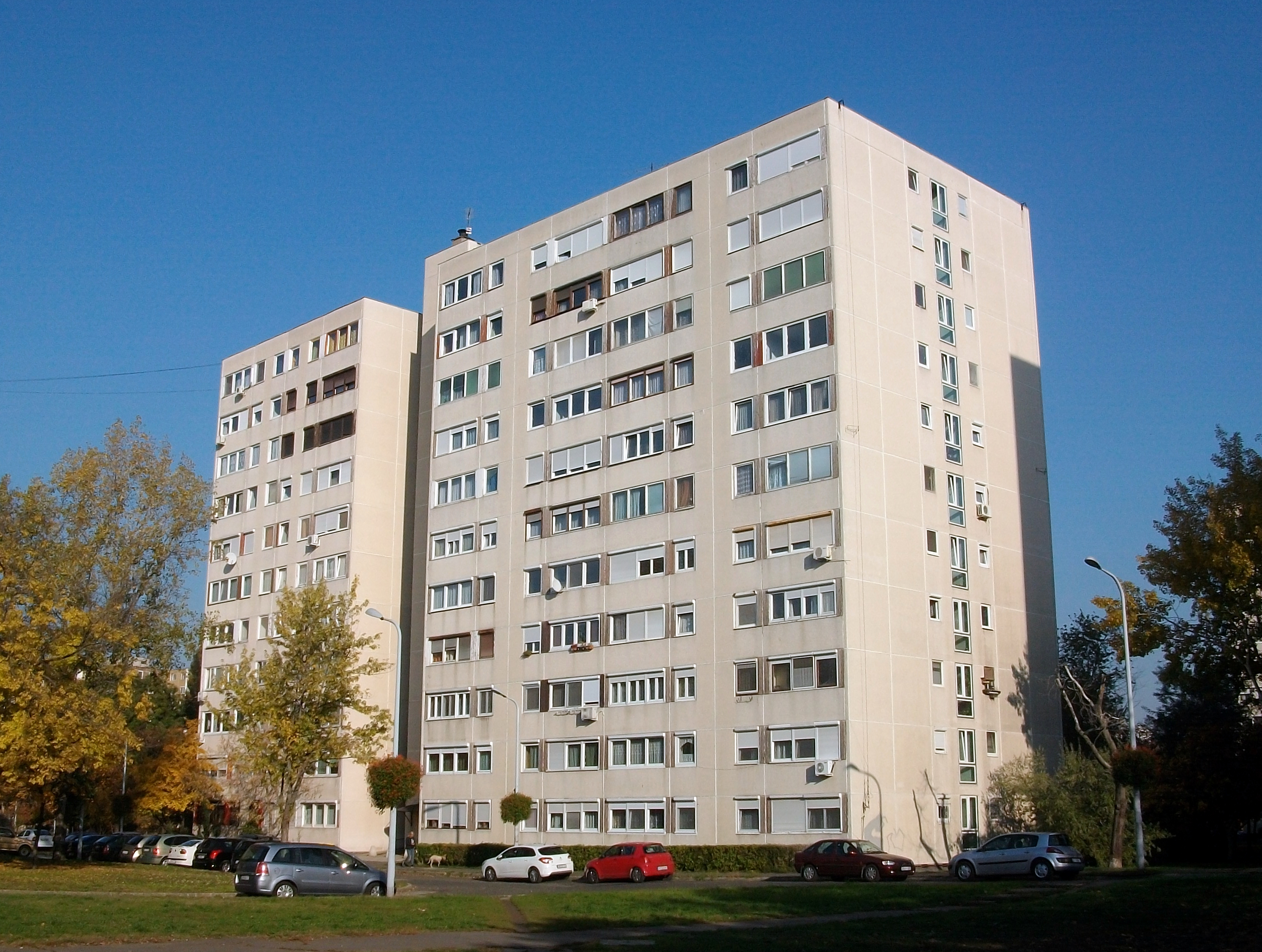
Dán technológia alapján épült lakóházak egyike a Szellemtelepen

Újpestet, a korábban önálló, jórészt földszintes épületekből és alacsony komfortokozatú egyszobás lakásokból álló iparvárost 1950. január 1-jén csatolták Budapesthez. Az Kádár-korszakban, az 1960-as évek elejétől előtérbe került a munkáskerületek fejlesztése, ennek keretén belül elkészült az újpesti városközpont rekonstrukciós terve is, amelyet 1973-ban fogadott el a Fővárosi Tanács. A munkálatok megkezdése előtt felmérték az érintett terület jórészt elhanyagolt épületeit és szociológiai tanulmányok is készültek. A rendezési terv által érintett körzetben álló lakások 84%-a 1925 előtt épült, 54%-uk komfort nélküli, 68%-uk egyszobás volt, azonban a rossz infrastrukturális helyzet ellenére az ott élők 87%-a elégedett volt a lakhatási körülményeivel. Az 1974-ben megkezdődött rekonstrukció során összesen 4929 lakást szanáltak, de a kerület egyik főutcájának számító Árpád utat csak részben építették át, több helyen meghagyva az eredeti épületeket. A terület rendezése során törekedtek a korábbi utcahálózat megtartására és a növényzet kímélésére.
Az építkezés az Árpád út déli oldalán kezdődött az I. ütemmel, amelynek keretében felépült 9588 házgyári lakás öt és 11 szintes panelépületekben. A lakások mellett 88 általános iskolai tanteremmel, 1000 gyermek részére óvodával, 500 gyermek részére bölcsődével és több, mint 10 000 m2 alapterületű kereskedelmi- és szolgáltató létesítménnyel gazdagodott a kerület. Az I. ütem építése 11 évig tartott és 1985-ben fejeződött be.
Ezzel párhuzamosan, 1980-ban az Árpád út északi oldalán megindult a II. ütem tömbjeinek összeállítása. Az 5682, az első ütemhez hasonlóan összkomfortos és a korábbi helyzethez viszonyítva tágas lakáshoz kiegészítő létesítményként 48 általános iskolai tanterem, 500 gyermek részére óvoda, 240 gyermek részére bölcsőde, 5000 m2 kereskedelmi- és szolgáltató létesítmény, köztük orvosi rendelő, gyógyszertár és az Árpád úton üzletház épült. Építése 1986-ban fejeződött be. A Váci úti és az Árpád úti villamosjáratok megszüntetése után 1990 decemberében átadták a 3-as metró Árpád híd és Újpest-Központ közötti szakaszát. Tervezése, illetve később megvalósítása nagyban befolyásolta a lakótelep felépítéséről született pozitív döntést.
Ma Újpest-Városközponthoz tartozik a korábban, 1969 és 1972 között épült Pozsonyi (utcai) lakótelep (a népnyelvben "Szellemtelep", ugyanis az 1964-ben felszámolt régi újpesti temető helyére épült) is a dán, Larsen-Nielsen típusú paneltömbjeivel. Az ezzel együtt 16 840 lakásból álló lakónegyedben hozzávetőlegesen 36 ezren élnek.
A típustervek alapján készült panelházak elemei a Szellemtelep kivételével a Budapesti Házépítő Kombinát (BHK) III. számú, Dunakeszi házgyárában készültek.

## Ütemei
| Ütem     | Építési év | Terület   | Lakások száma | Lakosság | Népsűrűség     |
| -------- | ---------- | --------- | ------------- | -------- | -------------- |
| I. ütem  | 1969-1985  | 0,873 km² | 11 158        | ~24 000  | ~27 500 fő/km² |
| II. ütem | 1980-1986  | 0,713 km² | 5682          | ~12 000  | ~16 800 fő/km² |
| Összesen | 1969-1986  | 1,586 km² | 16 840        | ~36 000  | ~22 700 fő/km² |

## Tervezők
Az I. ütem részletes rendezési tervét és a városszerkezetet Kruppa István, a II. ütem részletes rendezési tervét Vikovics István, a beépítési tervet Róth János készítette. A lakóépületeket Kruppa István, Baranyai Attila, Kutlik Miklós, Csorba Zoltán, Klicsó László, Csordás Tibor és Korányi András, a közintézményeket Jurcsik Károly (iskolák, óvodák, bölcsődék), Varga Levente (16 tantermes általános iskola, Jurcsik Károllyal közösen), Peschka Alfréd, Ágoston Miklós, Érces Elemér, Horváth Bertalan, Róth János és Jurányi Erika tervezte.

## Közlekedés
A lakótelep nyugati felén található a 3-as metró Újpest-Központ végállomása, amely közvetlen kapcsolatot teremt a belső kerületekkel és Dél-Pesttel, így jelentősége meghatározó. A 14-es villamos Káposztásmegyer és a szomszédos Angyalföldön keresztül a Lehel tér, a 12-es villamos Rákospalota elérését teszi lehetővé. A kötöttpályás tömegközlekedésen kívül a BKV számos autóbuszjárata érinti a lakónegyedet: a 20E, a 25-ös, a 30-as, a 30A, a 104-es, a 104A, a 120-as, a 121-es, a 170-es, a 196-os, a 196A, a 204-es, a 220-as, a 230-as és a 270-es.
A személyautó-forgalom számára az úthálózat megfelelő, a fő közlekedési folyosónak számító irányonként két forgalmi sávos Árpád út nyugati irányba a belváros felé az irányonként három sávos Váci útba torkollik, keleti irányban az Árpád úti felüljárón és a rákospalotai Illyés Gyula utcán keresztül a Szentmihályi útba, amely az M3-as autópályával, Újpalotával és Rákosszentmihállyal köti össze a lakótelepet. Angyalföld felé az István út-Pozsonyi utca-Béke utca-Lehel utca közlekedési folyosó áll alternatívaként az autósok előtt.

## Lásd még
- Budapest lakótelepeinek listája